# Großsteingräber bei Lemgrabe
Die Großsteingräber bei Lemgrabe sind zwei zwischen 3500 und 2800 v. Chr. entstandene Anlagen der jungsteinzeitlichen Trichterbecherkultur (TBK) nahe dem zur Gemeinde Dahlenburg gehörenden Ortsteil Lemgrabe im Landkreis Lüneburg (Niedersachsen). Grab 1 trägt die Sprockhoff-Nummer 717, Grab 2 die Nummer 716.

## Lage
Die beiden Anlagen befinden sich südwestlich von Lemgrabe in einem Waldstück. Grab 1 liegt 250 m südöstlich von Grab 2. In der näheren Umgebung gibt es zahlreiche weitere Großsteingräber. So liegt 1,2 km südöstlich das Großsteingrab Ahndorf und 1,6 km nordöstlich die Großsteingräber bei Seedorf.

## Beschreibung

### Grab 1

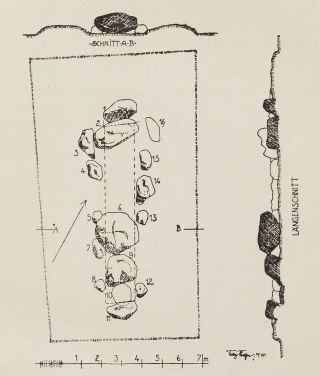
Grundriss von Grab 1 nach Krüger

Die Anlage ist nordwest-südöstlich orientiert und besitzt eine flache Hügelschüttung. Die Grabkammer ist trapezförmig. Sie hat eine Länge von 9 m, die Breite beträgt im Nordwesten 2 m und im Südosten 1,5 m. In ihrem ursprünglichen Zustand besaß sie wohl sieben Wandsteine an der nordöstlichen Langseite, acht an der südwestlichen, je einen Abschlussstein an den Schmalseiten und sechs Decksteine. In situ erhalten sind noch vier Steine der Nordostseite, fünf der Südwestseite und die beiden Abschlusssteine. Ein fünfter Stein der Nordostseite ist nach außen gekippt. Vier Decksteine sind noch vorhanden, einer am Nordwestende und drei im Südosten. Von den letzteren liegt der innerste noch auf den Wandsteinen auf, alle anderen Decksteine sind ins Innere der Kammer gestürzt. Eine größere Lücke zwischen den mittleren Wandsteinen der Südwestseite könnte den Eingang darstellen, die Anlage wäre somit als Ganggrab anzusehen.

### Grab 2

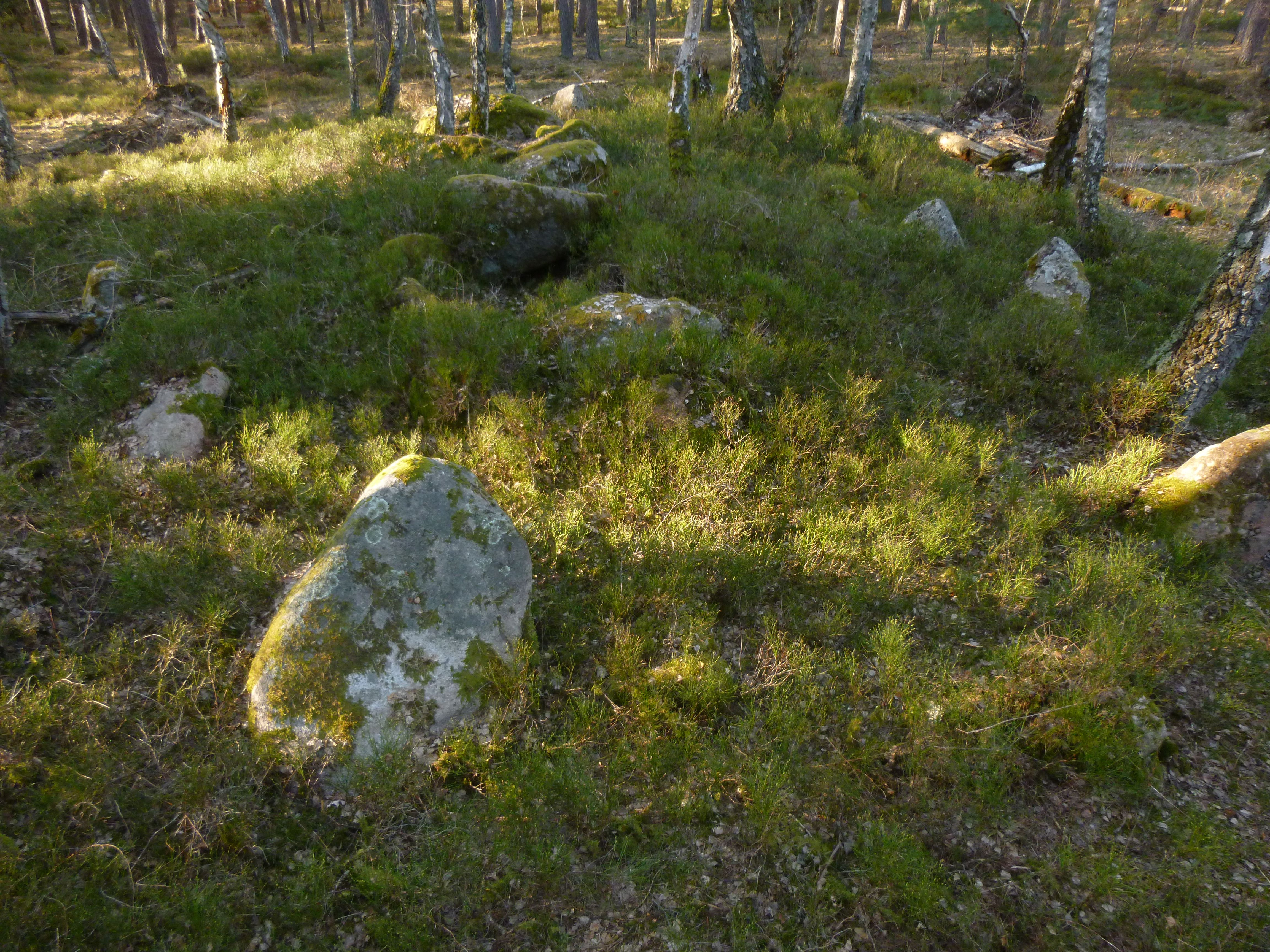
Großsteingrab Lemgrabe 2

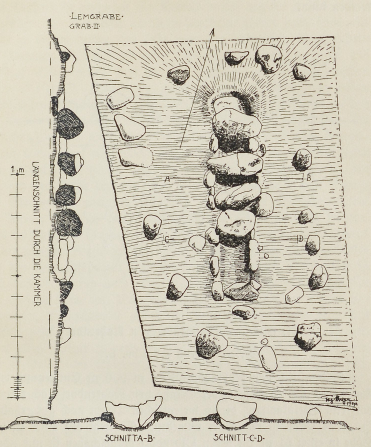
Grundriss von Grab 2 nach Krüger

Das Grab besitzt ein rechteckiges, nordnordwest-südsüdöstlich orientiertes Hünenbett mit einer Länge von 15 m und einer Breite von 8 m. Von der Umfassung sind noch zahlreiche Steine erhalten, davon in situ zwei Steine der Südseite, zwei der Ostseite und einer der Nordseite. Zwölf weitere Steine liegen umher. Die Lage der Steine macht den Eindruck, dass die Nordseite breiter als die Südseite und das Hünenbett somit trapezförmig war. Die Grabkammer besaß ursprünglich acht Wandsteine an der östlichen Langseite, neun an der westlichen, zwei Abschlusssteine und sieben Decksteine. Fast alle Wandsteine sind noch in situ vorhanden, lediglich der nördliche Abschlussstein und je ein Stein der Langseiten fehlen, ein weiterer Stein der Westseite ist nach außen verschleppt. Vier Decksteine liegen noch auf den Wandsteinen auf, ein fünfter liegt zerbrochen im Inneren der Kammer.